# Ciclismo en los Juegos Olímpicos de Londres 2012 – Velocidad individual femenina
El evento de velocidad individual femenina de ciclismo en los Juegos Olímpicos de Londres 2012 tuvo lugar entre el 5 al 7 de agosto en la ciudad de Londres. El evento se llevó a cabo en el Velódromo de Londres.
En las fuertes lluvias, la carrera y la medalla de oro fue ganada por la neerlandesa Marianne Vos. La británica Lizzie Armitstead quedó en segundo, obteniendo la plata, y la rusa Olga Zabelinskaya ganó la medalla de bronce en el tercer lugar.

## Horario
Todos los horarios están en Tiempo Británico (UTC+1)
| Fecha                       | Tiempo        | Ronda                            |
| --------------------------- | ------------- | -------------------------------- |
| Domingo 5 de agosto de 2012 | 11:00 & 16:00 | Calificaciones / Primeras Rondas |
| Lunes 6 de agosto de 2012   | 16:45         | Cuartos de final                 |
| Martes 7 de agosto de 2012  | 16:00 17:25   | Semifinales Final                |

## Clasificación
| Evento                                | Ranking por nación | Clasificados | Atletas por CON |
| ------------------------------------- | ------------------ | --- | --------------- |
| Ranking Olímpico Pista 2010–2012      | 1º al 8º           | Bielorrusia (BLR) · Canadá (CAN) · Cuba (CUB) · Hong Kong (HKG) · Japón (JPN) · Lituania (LTU) · Nueva Zelanda (NZL) · Rusia (RUS)                                                                 | 1               |
| Clasificados en otros eventos         |                    | | 1               |
| Clasificados en velocidad por equipos |                    | Australia (AUS) · República Popular China (CHN) · Colombia (COL) · Francia (FRA) · Alemania (GER) · Reino Unido (GBR) · Países Bajos (NED) · Corea del Sur (KOR) · Ucrania (UKR) · Venezuela (VEN) | 1               |
| Total                                 |                    | | 18              |

## Resultados

### Clasificación
| Rank | Ciclista                 | Tiempo      | Velocidad promedia (km/h) |
| ---- | ------------------------ | ----------- | ------------------------- |
| 1    | Victoria Pendleton (GBR) | 10.724 (RO) | 67.139                    |
| 2    | Anna Meares (AUS)        | 10.805      | 66.635                    |
| 3    | Guo Shuang (CHN)         | 11.020      | 65.335                    |
| 4    | Kristina Vogel (GER)     | 11.027      | 65.294                    |
| 5    | Olga Panarina (BLR)      | 11.080      | 64.981                    |
| 6    | Lisandra Guerra (CUB)    | 11.109      | 64.812                    |
| 7    | Lee Wai Sze (HKG)        | 11.203      | 64.268                    |
| 8    | Simona Krupeckaitė (LTU) | 11.234      | 64.091                    |
| 9    | Natasha Hansen (NZL)     | 11.241      | 64.051                    |
| 10   | Lyubov Shulika (UKR)     | 11.319      | 63.609                    |
| 11   | Willy Kanis (NED)        | 11.322      | 63.593                    |
| 12   | Monique Sullivan (CAN)   | 11.347      | 63.593                    |
| 13   | Juliana Gaviria (COL)    | 11.376      | 63.291                    |
| 14   | Lee Hye-Jin (KOR)        | 11.405      | 63.130                    |
| 15   | Virginie Cueff (FRA)     | 11.439      | 62.942                    |
| 16   | Daniela Larreal (VEN)    | 11.569      | 62.235                    |
| 17   | Kayono Maeda (JPN)       | 11.600      | 62.068                    |
| 18   | Ekaterina Gnidenko (RUS) | 11.649      | 61.807                    |

### Primera ronda
| Nombre                   | Tiempo | Velocidad promedia (km/h) |
| ------------------------ | ------ | ------------------------- |
| Victoria Pendleton (GBR) | 11.775 | 61.146                    |
| Ekaterina Gnidenko (RUS) |        |                           |

| Nombre                | Tiempo | Velocidad promedia (km/h) |
| --------------------- | ------ | ------------------------- |
| Guo Shuang (CHN)      | 11.371 | 63.318                    |
| Daniela Larreal (VEN) |        |                           |

| Nombre              | Tiempo | Velocidad promedia (km/h) |
| ------------------- | ------ | ------------------------- |
| Olga Panarina (BLR) | 11.608 | 62.026                    |
| Lee Hye-Jin (KOR)   |        |                           |

| Nombre                 | Tiempo | Velocidad promedia (km/h) |
| ---------------------- | ------ | ------------------------- |
| Lee Wai Sze (HKG)      | 11.300 | 63.716                    |
| Monique Sullivan (CAN) |        |                           |

| Nombre               | Tiempo | Velocidad promedia (km/h) |
| -------------------- | ------ | ------------------------- |
| Natasha Hansen (NZL) |        |                           |
| Lyubov Shulika (UKR) | 11.808 | 60.975                    |

| Nombre             | Tiempo | Velocidad promedia (km/h) |
| ------------------ | ------ | ------------------------- |
| Anna Meares (AUS)  | 11.800 | 61.016                    |
| Kayono Maeda (JPN) |        |                           |

| Nombre               | Tiempo | Velocidad promedia (km/h) |
| -------------------- | ------ | ------------------------- |
| Kristina Vogel (GER) | 11.605 | 62.042                    |
| Virginie Cueff (FRA) |        |                           |

| Nombre                | Tiempo | Velocidad promedia (km/h) |
| --------------------- | ------ | ------------------------- |
| Lisandra Guerra (CUB) | 11.390 | 63.213                    |
| Juliana Gaviria (COL) |        |                           |

| Nombre                   | Tiempo | Velocidad promedia (km/h) |
| ------------------------ | ------ | ------------------------- |
| Simona Krupeckaitė (LTU) | 11.528 | 62.456                    |
| Willy Kanis (NED)        |        |                           |

### Primera ronda en repesca
| Nombre                   | Tiempo | Velocidad promedia (km/h) |
| ------------------------ | ------ | ------------------------- |
| Natasha Hansen (NZL)     | 11.882 | 60.595                    |
| Juliana Gaviria (COL)    |        |                           |
| Ekaterina Gnidenko (RUS) |        |                           |

| Nombre                 | Tiempo | Velocidad promedia (km/h) |
| ---------------------- | ------ | ------------------------- |
| Monique Sullivan (CAN) | 11.572 | 62.219                    |
| Lee Hye-Jin (KOR)      |        |                           |
| Kayono Maeda (JPN)     |        |                           |

| Nombre                | Tiempo | Velocidad promedia (km/h) |
| --------------------- | ------ | ------------------------- |
| Willy Kanis (NED)     | 11.643 | 61.839                    |
| Virginie Cueff (FRA)  |        |                           |
| Daniela Larreal (VEN) |        |                           |

### Segunda ronda
| Nombre                   | Tiempo | Velocidad promedia (km/h) |
| ------------------------ | ------ | ------------------------- |
| Victoria Pendleton (GBR) | 11.840 | 60.810                    |
| Willy Kanis (NED)        |        |                           |

| Nombre               | Tiempo | Velocidad promedia (km/h) |
| -------------------- | ------ | ------------------------- |
| Guo Shuang (CHN)     | 11.431 | 62.986                    |
| Natasha Hansen (NZL) |        |                           |

| Nombre                   | Tiempo | Velocidad promedia (km/h) |
| ------------------------ | ------ | ------------------------- |
| Olga Panarina (BLR)      |        |                           |
| Simona Krupeckaitė (LTU) | 11.486 | 62.685                    |

| Nombre                 | Tiempo | Velocidad promedia (km/h) |
| ---------------------- | ------ | ------------------------- |
| Anna Meares (AUS)      | 11.566 | 62.251                    |
| Monique Sullivan (CAN) |        |                           |

| Nombre               | Tiempo | Velocidad promedia (km/h) |
| -------------------- | ------ | ------------------------- |
| Kristina Vogel (GER) | 11.547 | 62.353                    |
| Lyubov Shulika (UKR) |        |                           |

| Nombre                | Tiempo | Velocidad promedia (km/h) |
| --------------------- | ------ | ------------------------- |
| Lisandra Guerra (CUB) | 11.485 | 62.690                    |
| Lee Wai Sze (HKG)     |        |                           |

### Segunda ronda en repesca
| Nombre               | Tiempo | Velocidad promedia (km/h) |
| -------------------- | ------ | ------------------------- |
| Willy Kanis (NED)    |        |                           |
| Lyubov Shulika (UKR) | 11.461 | 62.821                    |
| Lee Wai Sze (HKG)    |        |                           |

| Nombre                 | Tiempo | Velocidad promedia (km/h) |
| ---------------------- | ------ | ------------------------- |
| Monique Sullivan (CAN) |        |                           |
| Natasha Hansen (NZL)   |        |                           |
| Olga Panarina (BLR)    | 11.443 | 62.920                    |

### Clasificaciones en 9 y 12 puesto
| Nombre                 | Tiempo | Velocidad promedia (km/h) | Rank |
| ---------------------- | ------ | ------------------------- | ---- |
| Willy Kanis (NED)      | 11.852 | 60.749                    | 9    |
| Lee Wai Sze (HKG)      |        |                           | 10   |
| Monique Sullivan (CAN) |        |                           | 11   |
| Natasha Hansen (NZL)   |        |                           | 12   |

### Cuartos de final
| Nombre                   | Tiempo (Carrera 1) | Tiempo (Carrera 2) |
| ------------------------ | ------------------ | ------------------ |
| Victoria Pendleton (GBR) | 11.226             | 11.339             |
| Olga Panarina (BLR)      |                    |                    |

| Nombre                | Tiempo (Carrera 1) | Tiempo (Carrera 2) | Tiempo (Carrera 3) |
| --------------------- | ------------------ | ------------------ | ------------------ |
| Guo Shuang (CHN)      |                    | 11.283             | 11.337             |
| Lisandra Guerra (CUB) | 11.536             |                    |                    |

| Nombre               | Tiempo (Carrera 1) | Tiempo (Carrera 2) |
| -------------------- | ------------------ | ------------------ |
| Anna Meares (AUS)    | 11.465             | 11.573             |
| Lyubov Shulika (UKR) |                    |                    |

| Nombre                   | Tiempo (Carrera 1) | Tiempo (Carrera 2) |
| ------------------------ | ------------------ | ------------------ |
| Kristina Vogel (GER)     | 11.541             | 11.568             |
| Simona Krupeckaitė (LTU) |                    |                    |

### Clasificaciones 5 y 8 puesto
| Nombre                   | Tiempo | Velocidad promedia (km/h) | Rank |
| ------------------------ | ------ | ------------------------- | ---- |
| Simona Krupeckaitė (LTU) | 11.812 | 60.954                    | 5    |
| Lisandra Guerra (CUB)    |        |                           | 6    |
| Lyubov Shulika (UKR)     |        |                           | 7    |
| Olga Panarina (BLR)      |        |                           | 8    |

### Semifinales
| Nombre                   | Tiempo (Carrera 1) | Tiempo (Carrera 2) |
| ------------------------ | ------------------ | ------------------ |
| Victoria Pendleton (GBR) | 11.481             | 11.538             |
| Kristina Vogel (GER)     |                    |                    |

| Nombre            | Tiempo (Carrera 1) | Tiempo (Carrera 2) |
| ----------------- | ------------------ | ------------------ |
| Anna Meares (AUS) | 11.683             | 11.284             |
| Guo Shuang (CHN)  |                    |                    |

### Finales
Partida de medalla de bronce
| Nombre               | Tiempo (Carrera 1) | Tiempo (Carrera 2) | Rank              |
| -------------------- | ------------------ | ------------------ | ----------------- |
| Kristina Vogel (GER) |                    |                    | 4                 |
| Guo Shuang (CHN)     | 11.532             | 11.591             | Medalla de bronce |

Partida de medalla de oro
| Nombre                   | Tiempo (Carrera 1) | Tiempo (Carrera 2) | Rank             |
| ------------------------ | ------------------ | ------------------ | ---------------- |
| Victoria Pendleton (GBR) | REL                |                    | Medalla de plata |
| Anna Meares (AUS)        | 11.218             | 11.348             | Medalla de oro   |